# Youyi Feng (Prinzessin-Elisabeth-Land)
Youyi Feng (chinesisch 友誼峰 ‚Gipfel der Freundschaft‘) ist ein 147 m hoher Hügel an der Ingrid-Christensen-Küste des ostantarktischen Prinzessin-Elisabeth-Lands. Er ragt 600 m südlich der russischen Progress-Station an der Basis der Halbinsel Xiehe Bandao in den Larsemann Hills auf.
Chinesische Wissenschaftler benannten ihn 1993.